# Ivo Mattozzi
Ivo Mattozzi (Pescara, Itália, 6 de junho de 1940) é um historiador italiano. Professor na Universidade de Bolonha e na Universidade Livre de Bressanone, ele ensina Metodologia e Ensino de História. Ele tem dado palestras em Itália, Espanha, Brasil e Argentina e serviu como o presidente da "Clio 92" (associação de história). Suas publicações foram traduzidas em espanhol, português e grego.

## Publicações recentes
- "La didáctica de los bienes culturales: a la búsqueda de una definición", in J. Estepa Giménez, C. Dominguez Dominguez, J.M. Cuenca López, Museo y patrimonio en la didáctica de las ciencias sociales, Universidad de Huelva Publicaciones, Huelva, 2001.
- "L'arxiu simulat", in G. Tribò (coord), Didáctica amb fonts d'arxius (Libre d'Actas.Primeres jornades Ensenyament-Arxius, 5-6-7 setembre de 2002), ICE-UB, Barcelona, 2002, pp. 45–58.
- "Adottare un metodo. Prologo alla trasposizione consapevole nella didattica dei beni culturali in S. Fontana" (a c.di), Un monumento da adottare. (Atti della giornata di studio, 30 novembre 2001, Palazzo delle Stelline, Milano), Milano, 2002, pp. 48–60.
- "Pensare la nuova storia da insegnare in "Società e storia"", n. 98 (a. 2002), pp. 785-812.
- "L'histoire scolaire de ce treize dernières annèes en Italie dans le contexte européen", in "Le cartable de Clio", 2003, pp. 127–139.
- "cura del fascicolo monografico di "Rassegna"", La formazione iniziale degli insegnanti, Istituto Pedagogico, Bolzano, 2003.
- "Formazione iniziale degli insegnanti: avvertenze per pensarla", ibidem, pp. 5–20.
- "Storia e studi sociali: se trenta ore e duecento pagine vi sembran tante", ibidem, pp. 92–98.
- "Imparare storia in biblioteca", Clio '92 - Polaris, Faenza, 2003.
- "La didattica laboratoriale nella modularità e nel curricolo di storia", in "I Quaderni di Clio '92", n. 4, dicembre 2003, pp. 41–54. - Didattica della storia: insegnare il primo sapere storico, corso di formazione a distanza, Firenze, Giunti, 2004.
- "Προσεγγίζοντας την ιστορική εκπαίδευση στις αρχές του 21ου αιώνα (Γιώργος Κόκκινος, Ειρήνη Νάκου)", Ivo Mattozzi, Γιώργος Κόκκινος, 2006.